# Styraconyx tyrrhenus
Styraconyx tyrrhenus is een soort in de taxonomische indeling van de beerdiertjes (Tardigrada). 
Het diertje behoort tot het geslacht Styraconyx en behoort tot de familie Halechiniscidae. De wetenschappelijke naam van de soort werd voor het eerst geldig gepubliceerd in 1989 door D'Addabbo Gallo, Morone de Lucia &  Grimaldi de Zio.